# JFA (gruppo musicale)
I JFA (sigla di Jodie Foster's Army, in inglese "esercito di Jodie Foster") sono un gruppo skate punk formatosi nel 1981 a Phoenix. I componenti originali erano Brian Brannon (voce), Don Redondo Pendleton (chitarra), Michael Cornelius (basso), e Mike Bam-Bam Sversvold (batteria). La band è annoverata tra i fondatori dello skate punk. Negli anni, i JFA hanno cambiato molti bassisti e batteristi, con Brannon e Pendleton come unici componenti fissi.

## Storia
I JFA furono formati intorno al marzo 1981 da Brian Brannon (voce), Don Redondo Pendleton (chitarra), Michael Cornelius (basso), e Mike Bam-Bam Sversvold (batteria). Il nome della band è un'allusione a John Hinckley Jr., che aveva tentato di uccidere Ronald Reagan. Jodie Foster's Army era una canzone prima che la band la assumesse come nome.
Il primo concerto della band fu un'apertura per i Black Flag ad un Industrial Dance, uno dei primi concerti punk di Phoenix.
La Placebo Records pubblicò il loro EP di debutto, Blatant Localism alla fine del 1981, a cui seguirono gli EP Valley of the Yakes, JFA, Mad Gardens e Live 1984 Tour.  La band fece un lungo tour nell'ovest degli Stati Uniti d'America e suonò molti live. Il loro primo tour nazionale fu nell'estate del 1983 dopo l'uscita del loro primo album Valley of the Yakes.
Il bassista iniziale, Michael Cornelius, lasciò la band nell'estate del 1984 prima del tour estivo, che durò nove settimane. Alan Bishop, dei compagni di etichetta The Sun City Girls, suonò il basso nella band fino a quando Cornelius ritornò per la registrazione dell'album di Nowhere Blossoms del 1986.
Nel 1990, in seguito alla crisi della scena punk e al fallimento della Placebo Records, Brannon si trasferì in California per lavorare al magazine Trasher, ma il gruppo rimase attivo, pubblicando alcuni singoli e split su varie etichette. Attorno al 2000 il complesso si stabilì a Los Angeles, dove pubblicò l'album Only Live Once, dieci anni dopo Nowhere Blossoms.

## Formazione

### Formazione attuale
- Brian Brannon - voce
- Don "Redondo" Pendleton - chitarra
- Corey Stretz - basso
- Carter Blitch - batteria

### Ex componenti
- Michael Cornelius - basso
- Mike "Bam-Bam" Sversvold - batteria

## Discografia

### Album in studio
- 1983 - Valley of the Yakes
- 1984 - JFA
- 1984 - Mad Garden
- 1988 - Nowhere Blossoms
- 2000 - Only Live Once

### Album live
- 1985 - JFA Live

### Raccolte
- 2002 - Concrete Waves
- 2003 - We Know You Suck (compilation)

### EP e singoli
- Blatant Localism, (Placebo)
- Valley of the Yakes, (Placebo)
- Untitled, (Placebo)
- Mad Gardens, (Placebo)
- Live 1984 Tour, (Placebo)
- My Movie, (Placebo)
- Nowhere Blossoms, (Placebo)
- Lightnin' Storm/People's Revolutionary Party, (Buzzkill)
- Camp Out/Travels With Charlie, (Spontaneous Combustion)
- Secret Agent Man Split, con i Jack Killed Jill, (NRA)
- Only Live Once, (Hurricane)
- We Know You Suck, (Alternative Tentacles)
- Live in Chicago con i The Faction, (Spontaneous Combustion)